# ۳۰ ژوئن
۳۰ ژوئن صد و هشتاد و یکمین (در سال‌های کبیسه صد و هشتاد و دومین) روز سال در گاه‌شماری میلادی است. ۱۸۴ روز تا پایان سال باقی‌است.

## رویدادها
- ۱۹۰۸ - رویداد تونگوسکا
- ۱۹۱۶ - جنگ جهانی اول: نیروهای بریتانیایی وارد شهر کرمان در جنوب ایران شدند.[۲]
- ۱۹۱۷ - جنگ جهانی اول: یونان به قوای محور اعلان جنگ داد.
- ۱۹۳۳ - آخرین نیروهای فرانسوی از منطقه راینلاند آلمان خارج شدند.
- ۱۹۳۳ - شب دشنه‌های بلند در آلمان
- ۱۹۳۶ - هایله سلاسی، امپراتور اتیوپی از جامعه ملل در برابر تهاجم ایتالیا به کشورش درخواست کمک کرد.
- ۱۹۳۷ - ۹۹۹، اولین شماره اضطراری جهان در لندن معرفی شد.
- ۱۹۴۱ - جنگ جهانی دوم: نیروهای آلمانی در طی عملیات بارباروسا شهر لویو در اوکراین را به تصرف خود درآوردند.
- ۱۹۶۰ - جمهوری دموکراتیک کنگو استقلال خود را از بلژیک به دست آورد.
- ۱۹۶۳ - در اثر انفجار خودروی بمب‌گذاری شده در پالرمو که سالواتوره گرکو، رئیس مافیای ایتالیا را هدف قرار داده بود، ۷ نظامی ایتالیایی کشته شدند.[۳]
- ۱۹۷۱ - فاجعهٔ سایوز ۱۱ پدید آمد که به مرگ سه خدمهٔ آن انجامید.
- ۱۹۷۲ - نخستین ثانیه کبیسه به ساعت هماهنگ جهانی اضافه شد.
- ۱۹۷۷ - سیتو منحل شد.
- ۱۹۸۵ - ۳۹ آمریکایی گروگان گرفته شده در بیروت پس از ۱۷ روز آزاد شدند.
- ۱۹۹۰ - آلمان غربی و شرقی اقتصاد خود را با یکدیگر ادغام کردند.
- ۱۹۹۷ - بریتانیا حاکمیت هنگ کنگ را به جمهوری خلق چین منتقل کرد.
- ۲۰۱۵ - با سقوط هواپیمای لاکهید سی-۱۳۰ هرکولس نیروی هوایی اندونزی در مناطق مسکونی شهر مدان، ۱۴۳ تن شامل همه سرنشینان هواپیما و ۲۲ نفر بر روی زمین کشته شدند.

## زادروزها
- ۱۹۶۳ - اینگوی مالمستین، نوازنده گیتار، خواننده و آهنگساز اهل سوئد
- ۱۹۶۶ - مایک تایسون، مشت‌زن اهل ایالات متحده

## درگذشت‌ها
- ۱۹۶۷- شکری قوتلی، سیاستمدار سوری و رئیس‌جمهور سوریه

## مناسبت‌ها
- روز قوای مسلح در کشور گواتمالا
- روز نیروی دریایی در اسرائیل
- روز انقلاب در کشور سودان
- روز استقلال در کشور جمهوری دموکراتیک کنگو